# 2006 dans les chemins de fer
Chronologie des chemins de fer
2005 dans les chemins de fer - 2006 - 2007 dans les chemins de fer

## Évènements

### Janvier
- 3 janvier.  Espagne :   le consortium formé par Bombardier et Talgo a reçu une commande de la Renfe portant sur la livraison de 30 rames à grande vitesse AVE S-102 pour un montant total de 655 millions d’euros.

- 23 janvier.  Monténégro :   le déraillement d'une rame automotrice série 412 circulant entre Bijelo Polje et Podgorica a fait environ 46 morts et 198 blessés. Une défaillance du freinage serait à l'origine de cet accident.

### Février
- 25 février.  France :   déraillement d'un train Aubrac sur la ligne des Causses. La vétusté et le manque d'entretien de la ligne ont été mis en cause (le déraillement a été causé par la rupture d'un rail), ce qui a donné lieu à quelques travaux de rénovation.

### Mars
- 6 mars.  Bhoutan :   l'ambassadeur du Bhoutan en Inde annonce que des études de faisabilité d'une ligne nouvelle reliant le Bhoutan à l'Inde ont commencé. Une fois un des quatre itinéraires étudiés sélectionné, des travaux devraient commencer en 2007.

- 6 mars.  République populaire de Chine :   des officiels annoncent le début de la construction d'une nouvelle ligne Maglev entre Shanghai et Hangzhou pour la fin de l'année. Cette ligne devrait être ouverte pour l'Exposition universelle de 2010 de Shanghai.

- 8 mars.  France :   Jean-Paul Denanot, président de la région Limousin, annonce la création d'ici l'hiver prochain d'une liaison TGV directe quotidienne entre Brive-la-Gaillarde et Lille, via Limoges et Orléans. Cette liaison n'a pour l'instant pas vu le jour.

- 9 mars.  Irlande :   les premiers coups de pioches sont donnés pour la construction de Spencer Station, la première gare construite à Dublin depuis plus d'un siècle.

- 14 mars.  Italie :   un accident ferroviaire près de Milan a causé la mort du conducteur d'un des trains impliqués et a blessé 13 autres personnes.

- 15 mars.  France – Allemagne :   à l'occasion du 6e conseil des ministres franco-allemand, le projet de nouveau pont ferroviaire traversant le Rhin entre Strasbourg et Kehl a été officiellement adopté.

- 15 mars.  France :   Louis Gallois, président de la SNCF, a annoncé des résultats records pour son entreprise en 2005 : le bénéfice de la SNCF en 2005 a été de 1,3 milliard d'euros.

- 19 mars.  Russie :   une poutre qui était en train d'être accrochée dans un tunnel est tombée sur un métro à Moscou. Heureusement, il n'y a eu aucune victime.

- 20 mars.  France :   mise en service du prolongement de Université à Gières de la ligne B du tramway de Grenoble.

- 24 mars.  Chili – Argentine :   la firme portugaise Mota-Engil a annoncé qu'elle commencerait courant avril la construction du Transandino del Sur, une ligne de chemin de fer transandin qui doit relier Buenos Aires à Santiago.

- 31 mars.  France :   ouverture totale du fret ferroviaire à la concurrence. Outre la SNCF, plusieurs candidats disposent d'ores et déjà d'une licence d'entreprise ferroviaire : CFTA Cargo (Connex), Europorte 2 (Eurotunnel), Rail4Chem, B-Cargo (SNCB), CFL, Euro Cargo Rail (EWS).

### Avril
- 1er avril.  Suisse :   mise en place sous forme de société anonyme d'un Service indépendant d’attribution des sillons chargé et de gérer et d'attribuer les sillons ferroviaires en lieu et place des CFF. Cette société aura quatre actionnaires à égalité : CFF, BLS, SOB et l'Union des transports publics suisses (UTP).

- 1er avril.  Royaume-Uni :   le rôle d'autorité organisatrice de la franchise Wales and Borders, qui gère les dessertes ferroviaires voyageurs du Pays de Galles, a été transféré du Ministère des Transports britanniques à l'Assemblée nationale galloise.

- 4 avril – 5 avril.  France :   une des célèbres voitures Mauzin a accompli sa première tournée nocturne de la LGV Est européenne, de façon à vérifier la géométrie de la ligne.

- 5 avril.  Japon :   la compagnie ferroviaire JR Est a annoncé qu'elle comptait lancer en 2007 son train à pile à combustible, le premier au monde à utiliser cette énergie. Ce train composé d'une seule voiture sera capable d'atteindre une vitesse de 100 km/h dans les régions montagneuses qui entourent Tokyo.

- 6 avril.  Allemagne :   la compagnie ferroviaire Deutsche Bahn a annoncé des résultats en hausse pour 2005, avec 450 millions d'euros de bénéfice d'exploitation.

- 14 avril.  Venezuela :   des officiels vénézuéliens ont signé un contrat de 2,2 milliards de dollars avec un consortium d'entreprises italiennes pour la construction de deux nouvelles lignes.

- 23 avril.  Corée du Nord :   une nouvelle catastrophe ferroviaire révélée par l'ONG Good Friends aurait fait près de 1000 morts. Un train bondé de soldats aurait vu ses freins lâcher et aurait heurté violemment un autre train, lui aussi rempli de soldats. L'événement, révélé un mois et demi plus tard seulement, survient deux ans jour pour jour après une autre catastrophe ferroviaire en Corée du Nord.

### Mai
- 5 mai.  Viêt Nam :   la compagnie ferroviaire vietnamienne annonce qu'elle va recevoir 40,3 millions d'euros du gouvernement français pour l'amélioration de la signalisation et l'électrification de la ligne entre Hanoï et Hô Chi Minh-Ville, de façon à faire circuler des trains de voyageurs à 120 km/h et des trains de fret à 80 km/h.

- 8 mai.  Allemagne :   le président de la DB, Hartmut Mehdorn, et le ministre-président de la Sarre, Peter Müller, ont donné le premier coup de l'eurogare de Sarrebruck, qui se trouvera en 2007 sur l'itinéraire du TGV entre Paris et Francfort.

- 9 mai.  République populaire de Chine :   le dernier train quitte la gare de Pékin-Sud avant une reconstruction de la gare. En 2008, cette reconstruction sera achevée, et la gare sera à la tête des LGV vers Tianjin et Shanghai.

- 11 mai.  Grèce :   le ministre grec des transports et communications, Mihalis Liapis, annonce un plan de 2 milliards d'euros pour moderniser le réseau ferroviaire grec, et notamment la ligne Athènes - Thessalonique.

- 15 mai.  Royaume-Uni :   les services de la compagnie Southeastern et les services Eurostar sont temporairement perturbés en raison d'un incendie près de la gare de Bromley South, à 17 km de la gare Victoria.

- 16 mai.  France :   à l'occasion de l'opération « J'aime le train », les voyageurs en partance de la gare de Paris-Montparnasse vers Brest ont eu l'occasion de déguster un énorme paris-brest.

- 18 mai.  France :   le président Jacques Chirac a visité les aménagements de la gare de Paris-Montparnasse à Paris destinés à faire de celle-ci une gare « pilote » dans l'amélioration de l'accès aux transports ferroviaires aux personnes handicapées.

- 19 mai.  France :   un camion et un train Transilien sont entrés en collision sur le passage à niveau d'Herblay, sur la ligne de Paris à Mantes par Conflans. La remorque a été projetée sur le choc dans le jardin d'une habitation voisine, entraînant l'arrachage de la caténaire et le déraillement de la BB 17023. Le conducteur du poids lourd n'aurait pas respecté le code de la route. Le trafic a été interrompu pendant 24 heures, le temps de réparer les dégâts.

- 20 mai.  France :   le président Jacques Chirac a inauguré les deux premières lignes du tramway de Mulhouse, en attendant le tram-train attendu pour 2010. Une nouvelle ligne de tramway a également été inaugurée à Grenoble le même jour.

- 22 mai.  France :   la collision entre un camion  et un TER à un passage à niveau entre Lussac-les-Châteaux et Montmorillon, sur la ligne Poitiers-Limoges, a provoqué la mort des deux occupants du camion et a blessé légèrement trois passagers.

- 22 mai.  France :   Dominique Perben, ministre des transports, a annoncé un ambitieux plan pluriannuel de renouvellement du réseau ferroviaire français.

- 23 mai.  France :   l'enquête d'utilité publique concernant la liaison ferroviaire transalpine Lyon-Turin a été lancée côté français et a duré jusqu'au 30 juin 2006.

- 24 mai.  France :   une grève des contrôleurs a provoqué, selon la SNCF, des perturbations limitées pour les TER PACA, Languedoc-Roussillon et Bretagne, fortes pour le TER Midi-Pyrénées, inexistantes pour le reste du réseau.

- 26 mai.  Allemagne :   la nouvelle Berlin Hauptbahnhof, c'est-à-dire gare centrale de Berlin, a été inaugurée et est entrée en service deux jours plus tard. Cette immense gare à l'architecture novatrice a coûté 700 millions d'euros.

### Juin
- 6 juin.  France :   la SNCF et l'État ont été condamnés par le tribunal administratif de Toulouse à verser 62 000 euros au député européen Alain Lipietz et à sa famille pour leur rôle dans la déportation de juifs de plusieurs membres de la famille du député Verts vers le camp de Drancy en 1944.

- 12 juin.  République populaire de Chine :   le métro de Tianjin, après avoir été fermé pendant 5 ans pour reconstruction, rouvre au public.

- 13 juin – 15 juin.  France :   le deuxième salon des transports publics se déroule au Parc des expositions de la porte de Versailles.

- 14 juin.  Algérie :   Alstom annonce l'obtention du contrat pour la construction de la première ligne du tramway d'Alger, une cinquantaine d'années après la fermeture du premier réseau. Longue de 16,3 km, cette première ligne devrait coûter 225 millions d'euros.

- 25 juin.  France :   les premiers TGV rénovés font leur entrée sur Paris-Metz-Luxembourg, un an avant l'ouverture de la LGV Est européenne, prévue le 10 juin 2007.
- 26 juin. République populaire de Chine : la nouvelle  gare de Shanghai-Sud a ouvert partiellement au public. Cette gare, qui a comme particularité d'être la première gare circulaire au monde, devrait pouvoir accueillir 16 000 personnes à la fois. L'inauguration officielle a eu lieu ce 1er juillet.

### Juillet
- 1er juillet.  République populaire de Chine :   inauguration par le président Hu Jintao de la ligne Qinghai - Lhassa, permettant de relier le Tibet au reste du pays. Cette ligne culmine à 5072 mètres d'altitude, ce qui en fait la ligne la plus haute au monde. Les voitures voyageurs sont d'ailleurs pressurisées pour compenser la diminution de la pression avec l'altitude.

- 2 juillet.  France :   le PDG de la SNCF, Louis Gallois est nommé à la direction d'EADS et remplacé par Anne-Marie Idrac, précédemment PDG de la RATP.

- 3 juillet.  Espagne :   le déraillement d'une rame de métro à Valence entraîne la mort de 43 personnes et en blesse 47 autres. L'accident, qui s'est déroulé en plein centre-ville, serait dû à une vitesse excessive et à la rupture d'une roue, de source gouvernementale.

### Août
- 3 août.  France :   la collision entre un TER et un groupe d'ânes dans la commune de Vestric-et-Candiac (Gard), sur la ligne Tarascon - Sète, provoque le déraillement du train et la déformation de 150 mètres de voie vers 5h20 du matin. Le trafic ne revient à la normale que le lendemain.

- 21 août.  Égypte :   une collision entre deux trains de voyageurs à Kalyoub dans la région du delta du Nil fait 58 morts et plusieurs centaines de blessés. L'un des trains a percuté à environ 80 km/h un train arrêté, quatre voitures ont déraillé.
- 21 août. France : à la suite de l'incendie d'un camion frigorifique transporté par une navette poids-lourds circulant dans le tunnel sous la Manche dans le sens Angleterre-France (tunnel nord), le trafic ferroviaire est totalement interrompu vers 13 h 30. Aucune victime n'est à déplorer. Le trafic reprend sur une voie vers 18 h, puis totalement le lendemain à 16 h.
- 21 août. Espagne : le déraillement d'un train de voyageurs Talgo  à Villada près de Palencia dans le nord du pays fait six morts et 36 blessés.
- 27 août. France : dernière circulation du « Thermal », seul train Voiture Corail direct Paris - Mont-Dore et considéré comme le dernier express de montagne.

### Septembre
- 4 septembre. Égypte : un nouvel accident ferroviaire a fait cinq morts et trente blessés lorsqu'un train de marchandises a percuté un train de voyageurs à Chibin al Qanater, à 30 km au nord du Caire. Le 21 août, un autre accident ferroviaire avait provoqué la mort de 58 personnes.
- 18 septembre : en France, pose de la première pierre du pôle multimodal de la Gare de Bellegarde-sur-Valserine par le ministre des transports Dominique Perben[1].
- Du 22 au 24 septembre. France : pour fêter les 25 ans du TGV, la SNCF a installé dans les jardins du Trocadéro, à Paris, un « Très Grand Village TGV », composé d'un ensemble d'animations, d'expositions et de jeux sur le thème de la grande vitesse ferroviaire. Deux imitations de TGV ont été installées de part et d'autre des bassins et contenaient les stands, et une vraie motrice POS a été installée en haut des marches.

### Octobre
- 11 octobre. France-Luxembourg : vers 11 h 45, un train des CFL assurant la desserte TER Métrolor Nancy-Luxembourg et un train de marchandises sont entrés en collision à Zoufftgen (Moselle), à 20 mètres de la frontière luxembourgeoise. L'accident, qui s'est déroulé sur une section de voie à circulation alternée en raison de travaux, a provoqué la mort d'au moins cinq personnes et en a blessé grièvement deux autres. Le premier ministre Dominique de Villepin a retardé son voyage aux Antilles pour se rendre sur les lieux de la catastrophe. Voir aussi Accident ferroviaire de Zoufftgen.
- 17 octobre. Italie : une collision entre deux rames dans le métro de Rome a entraîné la mort d'un voyageur et en a blessés 110 autres. L'accident s'est déroulé vers 10 heures du matin à la station Vittorio Emanuele, dans le centre de la capitale italienne. Une rame entrant à grande vitesse dans la station a heurté une rame à l'arrêt alors que des voyageurs en sortaient. La thèse de l'attentat terroriste a été écartée, les enquêteurs privilégiant une erreur humaine ou un problème dans le système de signalisation. La circulation a été interrompue sur la ligne A du métro de Rome.
- 25 octobre. France : à la suite d'un appel d'offres, la SNCF a attribué à la société canadienne Bombardier la première tranche du marché du renouvellement de 40 % de son matériel roulant sur le réseau Transilien, ce qui correspond à la livraison de 172 rames automotrices entre décembre 2009 et 2015 pour un montant de 4 milliards d'euros. L'attribution à Bombardier de ce marché, connu sous le nom de « NAT » (Nouvelle automotrice Transilien), a été contesté par son concurrent Alstom, qui accuse Bombardier de concurrence déloyale.

### Novembre
- 4 novembre. France : un des plus grands postes d'aiguillage d'Europe est installé à Strasbourg
- 13 novembre. France : mise en service du tramway de Clermont-Ferrand[2], système ferroviaire urbain de type tramway sur pneumatiques Translohr à propulsion électrique, guidé par un rail central.
- 18 novembre. France : inauguration de la ligne 4 du tramway d'Île-de-France entre Bondy et Aulnay-sous-Bois. Cette ligne, qui est issue de l'ancienne ligne des Coquetiers, est la première ligne de tram-train ouverte sur le territoire français. Elle est exploitée par la SNCF. La ligne a été ouverte au trafic le 20 novembre.
- 29 novembre. Pays-Bas : déraillement sur la ligne E du réseau RandstadRail reliant La Haye et Rotterdam, 17 passagers blessés.

### Décembre
- 10 décembre. France-Suisse : réouverture de la section Boncourt - Delle de la ligne Delémont - Delle.
- 16 décembre. France : inauguration et mise en service de la ligne T3 à Paris entre le Pont du Garigliano et la Porte d'Ivry.
- 16 décembre. France : inauguration et mise en service de la ligne 2 du tramway de Montpellier entre Jacou et Saint-Jean-de-Védas.
- 19 décembre. Allemagne : un consortium regroupant les constructeurs français Alstom et canadien Bombardier a remporté le marché des rames du métro de Hambourg. Le consortium devra livrer 27 rames, auxquelles s'ajoutent 40 en option, entre 2009 et 2013, pour un montant de 240 millions d'euros.
- 23 décembre. France : la collision entre un TGV et un véhicule routier à un passage à niveau près de Langon (Gironde) a provoqué le décès de deux personnes. Une troisième est grièvement blessée.